# Ет-Табба
Ат-Табба (араб. سطح زهنان, англ. Al-Tabbah) — поселення в Сирії, що складає невеличку друзьку общину в нохії Ель-Масмія, яка входить до складу мінтаки Ес-Санамейн в південній сирійській мухафазі Дар'а.
За переписом 2004 року в поселенні нараховувалося 32 домогосподарства в яких проживало 173 особи: 94 жінки та 79 чоловіків.
Під час Громадянської війни в Сирії за містечко велися бої між проурядовими військами і повстанською армією.